# 루시 만하임
루시 만하임(독일어: Lucie Mannheim, 1899년 4월 30일~1976년 7월 28일)은 독일의 가수, 배우이다.